# Temporada da NHL de 1972–73
A temporada da NHL de 1972–73 foi a 56.ª  temporada da National Hockey League (NHL). Dezesseis times jogaram 78 jogos. Pela primeira vez desde o colapso da Western Hockey League em 1926, a National Hockey League tinha um rival sério. Uma nova liga de hóquei profissional, a World Hockey Association, teve sua temporada de estreia com 12 novos times, muitos dos quais baseados nas mesmas cidades de times da NHL. Diferentemente da Western Hockey League, todavia, a nova World Hockey Association não desafiaria pela Stanley Cup. Em resposta à nova liga, a NHL rapidamente adicionou dois times em uma expansão não planejada, o New York Islanders e o Atlanta Flames, em uma tentativa de excluir a WHA das novas arenas construídas naqueles mercados.
A primeira coisa que a WHA fez foi assinar com Bobby Hull, e o Chicago Black Hawks abriu um processo, alegando uma violação de uma cláusula de reserva nos contratos da NHL. Outros logo seguiram Hull para a WHA, incluindo Bernie Parent, J. C. Tremblay, Ted Green, Gerry Cheevers e Johnny McKenzie. No draft da expansão, o New York Islanders e o Atlanta Flames fizeram suas escolhas e os jogadores dos Islanders saíram da WHA. O California Golden Seals, sofrendo sobre a administração não ortodoxa do não popular Charlie Finley, também foi vítima da WHA, perdendo oito jogadores-chave.
Antes do início da temporada, a 1972 Summit Series, que foi o primeiro encontro da história entre a União Soviética e jogadores canadenses de calibre da NHL, aconteceu. O Canadá esperava bater facilmente os soviéticos, mas ficou em choque ao se encontrar em um desempenho de uma vitória, duas derrotas e um empate após quatro jogos no Canadá. No jogo quatro, o qual o Canadá perdeu por 5-3, torcedores de Vancouver ecoaram o pensamento do resto da nação sobre a performance pobre da equipe canadense ao vaiá-los fora do gelo. Os últimos quatro jogos foram disputados na União Soviética. O Canadá perdeu o jogo cinco, mas venceu os últimos três jogos para um desempenho final de quatro vitórias, três derrotas e um empate. 
O Montreal Canadiens venceu a Stanley Cup ao bater o Chicago Black Hawks por quatro a dois na final. Nenhum time nos playoffs venceu os oponentes por 4-0, sendo a última vez em que isso aconteceu até 1991.

## Temporada Regular
Os Canadiens tomaram a primeira divisão da Divisão Leste e da liga do Boston Bruins enquanto pelo terceiro ano seguido o Chicago Black Hawks dominou a Divisão Oeste.

### Classificação Final
Nota: PJ = Partidas Jogadas, V = Vitórias, D = Derrotas, E = Empates, Pts = Pontos, GP = Gols Pró, GC = Gols Contra,PEM=Penalizações em Minutos 

Times que se classificaram aos play-offs estão destacados em negrito
| Divisão Leste       | J  | V  | D  | E  | Pts | GP  | GC  | PEM  |
| ------------------- | -- | -- | -- | -- | --- | --- | --- | ---- |
| Montreal Canadiens  | 78 | 52 | 10 | 16 | 120 | 329 | 184 | 783  |
| Boston Bruins       | 78 | 51 | 22 | 5  | 107 | 330 | 235 | 1097 |
| New York Rangers    | 78 | 47 | 23 | 8  | 102 | 297 | 208 | 765  |
| Buffalo Sabres      | 78 | 37 | 27 | 14 | 88  | 257 | 219 | 940  |
| Detroit Red Wings   | 78 | 37 | 29 | 12 | 86  | 265 | 243 | 893  |
| Toronto Maple Leafs | 78 | 27 | 41 | 10 | 64  | 247 | 279 | 716  |
| Vancouver Canucks   | 78 | 22 | 47 | 9  | 53  | 233 | 339 | 943  |
| New York Islanders  | 78 | 12 | 60 | 6  | 30  | 170 | 347 | 881  |

| Divisão Oeste           | J  | V  | D  | E  | Pts | GP  | GC  | PEM  |
| ----------------------- | -- | -- | -- | -- | --- | --- | --- | ---- |
| Chicago Black Hawks     | 78 | 42 | 27 | 9  | 93  | 284 | 225 | 864  |
| Philadelphia Flyers     | 78 | 37 | 30 | 11 | 85  | 296 | 256 | 1756 |
| Minnesota North Stars   | 78 | 37 | 30 | 11 | 85  | 254 | 230 | 881  |
| St. Louis Blues         | 78 | 32 | 34 | 12 | 76  | 233 | 251 | 1195 |
| Pittsburgh Penguins     | 78 | 32 | 37 | 9  | 73  | 257 | 265 | 866  |
| Los Angeles Kings       | 78 | 31 | 36 | 11 | 73  | 232 | 245 | 888  |
| Atlanta Flames          | 78 | 25 | 38 | 15 | 65  | 191 | 239 | 852  |
| California Golden Seals | 78 | 16 | 46 | 16 | 48  | 213 | 323 | 840  |

### Artilheiros
PJ = Partidas Jogadas, G = Gols, A = Assistências, Pts = Pontos, PEM = Penalizações em Minutos
| Jogador         | Time                | PJ | G  | A  | Pts | PEM |
| --------------- | ------------------- | -- | -- | -- | --- | --- |
| Phil Esposito   | Boston Bruins       | 78 | 55 | 75 | 130 | 87  |
| Bobby Clarke    | Philadelphia Flyers | 78 | 37 | 67 | 104 | 80  |
| Bobby Orr       | Boston Bruins       | 63 | 29 | 72 | 101 | 99  |
| Rick MacLeish   | Philadelphia Flyers | 78 | 50 | 50 | 100 | 69  |
| Jacques Lemaire | Montreal Canadiens  | 77 | 44 | 51 | 95  | 16  |
| Jean Ratelle    | New York Rangers    | 78 | 41 | 53 | 94  | 12  |
| Mickey Redmond  | Detroit Red Wings   | 76 | 52 | 41 | 93  | 24  |
| John Bucyk      | Boston Bruins       | 78 | 40 | 53 | 93  | 12  |
| Frank Mahovlich | Montreal Canadiens  | 78 | 38 | 55 | 93  | 51  |
| Jim Pappin      | Chicago Black Hawks | 76 | 41 | 51 | 92  | 82  |

### Goleiros Líderes
PJ = Partidas Jogadas, MJ=Minutos Jogados, GC = Gols Contra, TG = Tiros ao Gol, MGC = Média de gols contra, V = Vitórias, D = Derrotas, E = Empates, SO = Shutouts
| Player           | Team                  | PJ | MJ   | GC  | MGC  | V  | D  | E  | SO |
| ---------------- | --------------------- | -- | ---- | --- | ---- | -- | -- | -- | -- |
| Ken Dryden       | Montreal Canadiens    | 54 | 3165 | 119 | 2.36 | 33 | 7  | 13 | 6  |
| Gilles Villemure | New York Rangers      | 34 | 2040 | 78  | 2.29 | 20 | 12 | 2  | 3  |
| Tony Esposito    | Chicago Black Hawks   | 56 | 3340 | 140 | 2.51 | 32 | 17 | 7  | 4  |
| Roy Edwards      | Detroit Red Wings     | 52 | 3012 | 132 | 2.63 | 27 | 17 | 7  | 6  |
| Dave Dryden      | Buffalo Sabres        | 37 | 2018 | 89  | 2.65 | 14 | 13 | 7  | 3  |
| Roger Crozier    | Buffalo Sabres        | 49 | 2633 | 121 | 2.76 | 23 | 13 | 7  | 3  |
| Doug Favell      | Philadelphia Flyers   | 44 | 2419 | 114 | 2.83 | 20 | 15 | 4  | 3  |
| Rogatien Vachon  | L.A. Kings            | 53 | 3120 | 148 | 2.85 | 22 | 20 | 10 | 4  |
| Cesare Maniago   | Minnesota North Stars | 47 | 2736 | 132 | 2.89 | 21 | 18 | 6  | 5  |
| Jim Rutherford   | Pittsburgh Penguins   | 49 | 2660 | 129 | 2.91 | 20 | 22 | 5  | 3  |

## Playoffs

### Tabela dos Playoffs
|  | Quartas-de-final | Quartas-de-final      | Quartas-de-final |                     |    | Semifinais          | Semifinais | Semifinais |  |  | Final da Stanley Cup | Final da Stanley Cup | Final da Stanley Cup |  |
|  |                  |                       |                  |                     |    |                     |            |            |  |  |                      |                      |                      |  |
|  | L1               | Montreal Canadiens    | 4                |                     |    |                     |            |            |  |  |                      |                      |                      |  |
|  | L1               | Montreal Canadiens    | 4                |                     |    |                     |            |            |  |  |                      |                      |                      |  |
|  | L4               | Buffalo Sabres        | 2                |                     |    |                     |            |            |  |  |                      |                      |                      |  |
|  | L4               | Buffalo Sabres        | 2                |                     | L1 | Montreal Canadiens  | 4          |            |  |  |                      |                      |                      |  |
|  |                  |                       |                  |                     | L1 | Montreal Canadiens  | 4          |            |  |  |                      |                      |                      |  |
|  |                  |                       | O2               | Philadelphia Flyers | 1  |                     |            |            |  |  |                      |                      |                      |  |
|  | O2               | Philadelphia Flyers   | O2               | Philadelphia Flyers | 1  | 4                   |            |            |  |  |                      |                      |                      |  |
|  | O2               | Philadelphia Flyers   |                  |                     |    |                     |            |            |  |  |                      |                      |                      |  |
|  | O3               | Minnesota North Stars | 2                |                     |    |                     |            |            |  |  |                      |                      |                      |  |
|  | O3               | Minnesota North Stars | 2                |                     | L1 | Montreal Canadiens  | 4          |            |  |  |                      |                      |                      |  |
|  |                  |                       |                  |                     |    |                     |            |            |  |  |                      |                      |                      |  |
|  |                  |                       | O1               | Chicago Black Hawks | 2  |                     |            |            |  |  |                      |                      |                      |  |
|  | O1               | Chicago Black Hawks   | O1               | Chicago Black Hawks | 2  | 4                   |            |            |  |  |                      |                      |                      |  |
|  | O1               | Chicago Black Hawks   |                  |                     |    |                     |            |            |  |  |                      |                      |                      |  |
|  | O4               | St. Louis Blues       | 1                |                     |    |                     |            |            |  |  |                      |                      |                      |  |
|  | O4               | St. Louis Blues       | 1                |                     | O1 | Chicago Black Hawks | 4          |            |  |  |                      |                      |                      |  |
|  |                  |                       |                  |                     | O1 | Chicago Black Hawks | 4          |            |  |  |                      |                      |                      |  |
|  |                  |                       | E3               | New York Rangers    | 1  |                     |            |            |  |  |                      |                      |                      |  |
|  | L2               | Boston Bruins         | E3               | New York Rangers    | 1  | 1                   |            |            |  |  |                      |                      |                      |  |
|  | L2               | Boston Bruins         |                  |                     |    |                     |            |            |  |  |                      |                      |                      |  |
|  | L3               | New York Rangers      | 4                |                     |    |                     |            |            |  |  |                      |                      |                      |  |

## Prêmios da NHL
| Prêmios de 1972-73 da NHL       | Prêmios de 1972-73 da NHL              |
| ------------------------------- | -------------------------------------- |
| Troféu Príncipe de Gales:       | Montreal Canadiens                     |
| Taça Clarence S. Campbell:      | Chicago Black Hawks                    |
| Troféu Art Ross:                | Phil Esposito, Boston Bruins           |
| Troféu Memorial Bill Masterton: | Lowell MacDonald, Pittsburgh Penguins  |
| Troféu Memorial Calder:         | Steve Vickers, New York Rangers        |
| Troféu Conn Smythe:             | Yvan Cournoyer, Montreal Canadiens     |
| Troféu Memorial Hart:           | Bobby Clarke, Philadelphia Flyers      |
| Troféu Memorial James Norris:   | Bobby Orr, Boston Bruins               |
| Troféu Memorial Lady Byng:      | Gilbert Perreault, Buffalo Sabres      |
| Prêmio Lester B. Pearson:       | Phil Esposito, Boston Bruins           |
| Prêmio Mais/Menos da NHL:       | Jacques Laperriere, Montreal Canadiens |
| Troféu Vezina:                  | Ken Dryden, Montreal Canadiens         |
| Troféu Lester Patrick:          | Walter L. Bush, Jr.                    |

### Times das Estrelas
| Primeiro Time                       | Position | Segundo Time                       |
| ----------------------------------- | -------- | ---------------------------------- |
| Ken Dryden, Montreal Canadiens      | G        | Tony Esposito, Chicago Black Hawks |
| Bobby Orr, Boston Bruins            | D        | Brad Park, New York Rangers        |
| Guy Lapointe, Montreal Canadiens    | D        | Bill White, Chicago Black Hawks    |
| Phil Esposito, Boston Bruins        | C        | Bobby Clarke, Philadelphia Flyers  |
| Mickey Redmond, Detroit Red Wings   | RW       | Yvan Cournoyer, Montreal Canadiens |
| Frank Mahovlich, Montreal Canadiens | LW       | Dennis Hull, Chicago Black Hawks   |

## Estreias
O seguinte é uma lista de jogadores importantes que jogaram seu primeiro jogo na NHL em 1972-73 (listados com seu primeiro time, asterisco(*) marca estreia nos play-offs):
- Dan Bouchard, Atlanta Flames
- Jacques Richard, Atlanta Flames
- Jim Schoenfeld, Buffalo Sabres
- Phil Russell, Chicago Black Hawks
- Robbie Ftorek, Detroit Red Wings
- Steve Shutt, Montreal Canadiens
- Larry Robinson, Montreal Canadiens
- Bob Nystrom, New York Islanders
- Billy Harris, New York Islanders
- Steve Vickers, New York Rangers
- Bill Barber, Philadelphia Flyers
- Jimmy Watson, Philadelphia Flyers
- Tom Bladon, Philadelphia Flyers
- Denis Herron, Pittsburgh Penguins
- Don Lever, Vancouver Canucks

## Últimos Jogos
O seguinte é uma lista de jogadores importantes que jogaram seu último jogo na NHL em 1972-73 (listados com seu último time):
- Jacques Plante, Boston Bruins
- Pat Stapleton, Chicago Black Hawks
- Ralph Backstrom, Chicago Black Hawks
- Harry Howell, Los Angeles Kings
- Ron Stewart, New York Islanders
- Ken Schinkel, Pittsburgh Penguins
- Bob Baun, Toronto Maple Leafs
- Dave Balon, Vancouver Canucks

NOTA: Plante, Stapleton, Backstrom, Howell e Balon continuaram suas carreiras profissionais na World Hockey Association.